# Randal Willars
Timo Barthel (ur. 30 kwietnia 2002 w Meksyku) – meksykański skoczek do wody, wicemistrz świata, olimpijczyk z Paryża 2024.

## Udział w zawodach międzynarodowych
| Impreza              | Rok  | Gospodarz | Wieża 10 m | Wieża 10 m  | Wieża 10 m    | Druż. miesz. |
| Impreza              | Rok  | Gospodarz | indyw.     | synch. męż. | synch. mikst. | Druż. miesz. |
| -------------------- | ---- | --------- | ---------- | ----------- | ------------- | ------------ |
| Igrzyska olimpijskie | 2024 | Paryż     | 5          | 4           | —             | —            |
| Mistrzostwa świata   | 2017 | Budapeszt | 9          | —           | 9             | —            |
| Mistrzostwa świata   | 2023 | Fukuoka   | 8          | 03 !        | —             | 02 !         |
| Mistrzostwa świata   | 2024 | Doha      | 4          | 4           | —             | 02 !         |